# Karche-Talsperre
Die Karche-Talsperre, auch Karkheh-Talsperre (persisch سد کرخه, DMG Sadd-e Karḫe), ist eine große Mehrzweck-Talsperre am Karche-Fluss im Iran, die 2001 von der Islamischen Revolutionsgarde gebaut wurde.

## Bauwerk
Der Staudamm steht am Karche in der südwestlichen Provinz Chuzestan; die nächste Stadt in Richtung Osten ist Andimeschk. Das Reservoir hat eine Speicherkapazität von 5,9 Milliarden Kubikmetern. Die Talsperre hat den Zweck, 320.000 Hektar Land zu bewässern, 520 MW (3×140 MW) und elektrische Leistung aus Wasserkraft zu produzieren sowie den Unterlauf vor Hochwasser zu schützen. Jährlich können 934 GWh elektrische Energie erzeugt werden.
Der Staudamm, ein Steinschüttdamm mit Erdkern, ist 127 m hoch, 3030 m lang, an der Basis 1100 m und an der Dammkrone 12 m breit. Sein Bau hat umgerechnet 700 Millionen Dollar gekostet.

## Planung und Bau
1956 begannen die Planungen für die Talsperre durch eine amerikanische Gesellschaft namens „Development and Resources Corporation“. 1990 wurden die endgültigen Pläne vom Beratungsingenieurbüro Mahab Ghodss fertiggestellt. Die Ingenieurabteilung der Revolutionsgarden begann 1992 mit dem Bau und beendete ihn 2001. Während der Bauarbeiten waren 120 Vertragspartner und über acht Beratungsfirmen tätig. 5.000 Bauarbeiter waren beteiligt und 40 davon starben dabei durch Unfälle.